# Liebknechtstraße 26 (Magdeburg)

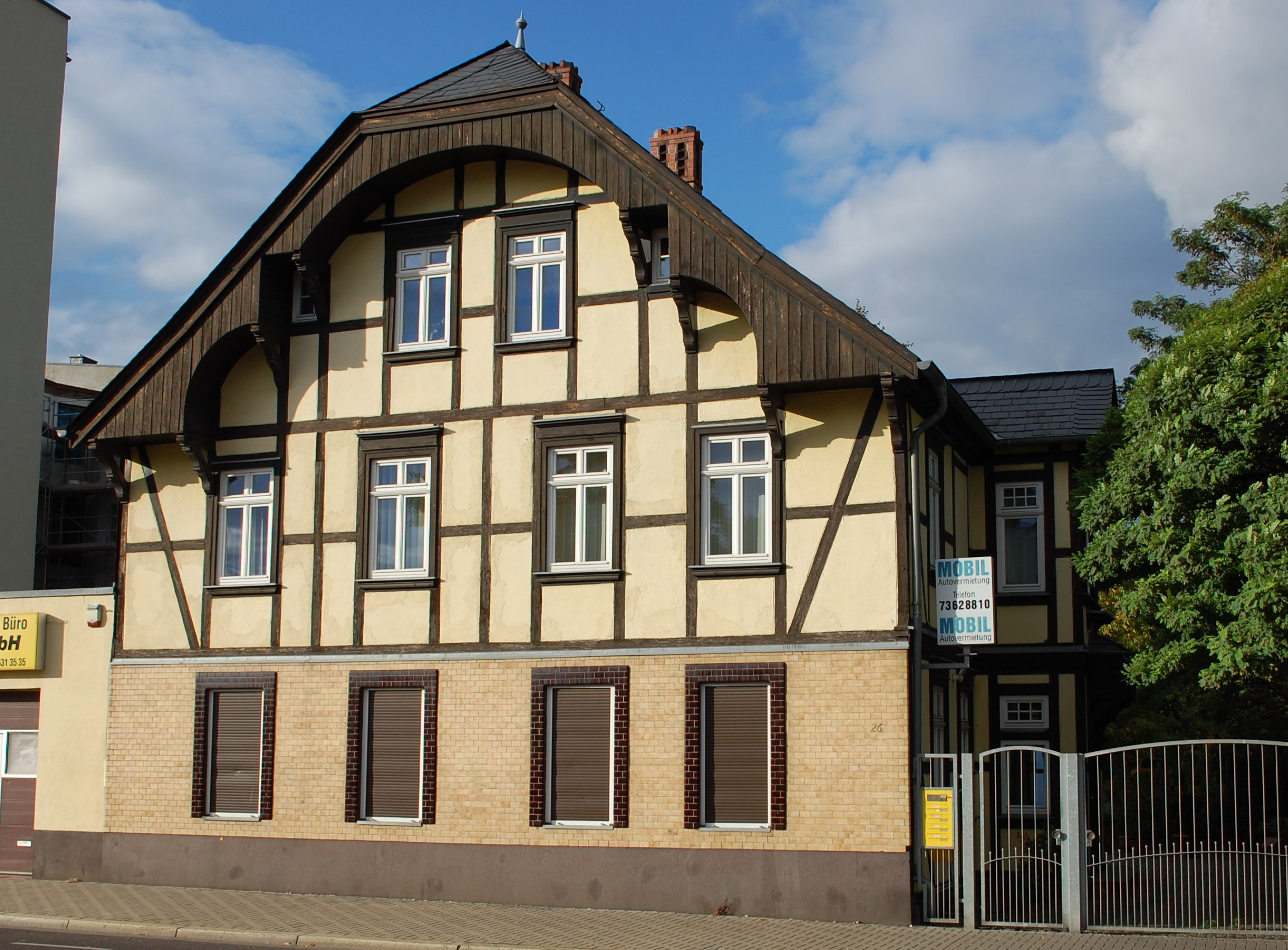
Haus Liebknechtstraße 26

Das Gebäude Liebknechtstraße 26 ist ein denkmalgeschütztes Wohnhaus in Magdeburg in Sachsen-Anhalt.

## Lage
Es befindet sich im Magdeburger Stadtteil Stadtfeld Ost auf der Nordseite der Liebknechtstraße.

## Architektur und Geschichte
Das zweigeschossige giebelständige Fachwerkhaus wurde im Jahr 1864 für den Müllermeister Heinrich Schönfuß gebaut. Der Bau wurde vom Maurermeister Strube und dem Zimmermeister A. Dietel errichtet und gehörte zu einem Vergnügungslokal mit Tabagie und Kegelbahn westlich vor der Stadt Magdeburg. Der Bau ist ein sogenanntes Rayonhaus und unterlag bei seinem Bau den strengen Baubeschränkungen im Vorfeld der Festung Magdeburg, wonach ein kurzfristiger Abbruch des Hauses möglich sein musste. Östlich des langgestreckten Grundstücks befand sich eine Windmühle sowie ein Göpelwerk.
Das Fachwerk ist als einfache Riegel-Ständer-Konstruktion ausgeführt. In den Eckgefachen sind diagonale Streben eingesetzt. Die Gefache sind mit Ziegelsteinen ausgemauert und verputzt. Bedeckt ist das Haus von einem straßenseitigen Krüppelwalmdach und im Übrigen mit einem Satteldach.
1898 wurde auf der Ostseite ein Eingangserker hinzugefügt. Zugleich entstand die straßenseitige überkragende Giebelkonstruktion.
Im örtlichen Denkmalverzeichnis ist das Wohnhaus unter der Erfassungsnummer 094 82754 als Baudenkmal verzeichnet.